# Curatoria

Les curatories de Sardenya per Jutjat

La curatoria (en sard, curadorìa) era la principal divisió administrativa, electoral, fiscal i judicial dels Jutjats de la Sardenya medieval. Malgrat tenir connotacions centralistes (el sobirà nomenava l'autoritat), permetia administrar la justícia i els impostos de forma descentralitzada, actuant com a intermediàries entre les comunitats de pobles individuals amb el central.
L'extensió de les curatories era inversament proporcional a la densitat de població: les menys poblades eren les més grans. L'antropització estava enllaçada amb la productivitat del sòl, motiu pel qual les zones menys aptes per l'agricultura necessitaven d'extensions de terreny més grans. Cada curatoria era governada per un curatore amb competències administratives, fiscals i judicials; era nomenat pel rei, el jutge, que sovint triava entre els seus propis parents o entre unes poques famílies de classe alta. Com que la curatoria estava composta per diverses desenes de pobles, el curatore nominava al seu torn un majore, amb tasques fiscals, judicials i de seguretat.
Després de la caiguda dels Jutjats el 1420, el sistema curatorial es va abandonar definitivament, i fou reemplaçat per la imposició de les institucions feudals. Tanmateix, gran part dels topònims que designaven les antigues circumscripcions judicials segueixen emprant-se per referir-se a les diverses zones de Sardenya.